# Owstonia weberi
 Owstonia weberi és una espècie de peix de la família dels cepòlids i de l'ordre dels perciformes.

## Distribució geogràfica
Es troben des de Kenya fins a KwaZulu-Natal (Sud-àfrica).